# Дзаг
Дзаг (или по карте Закх) — село, существовавшее в исторической армянской области Котайк, ныне является пригородом города Абовян.

## История
В период нахождения Восточной Армении (Кавказской Армении) в состав Российской империи, поселение территориально находилось в составе Новобоязедского уезда Эриванской губернии. По преданию, деревня принадлежала персианину Сургану, который в VII веке переселился в Армению, где под именем Давид принял христианство. В 693 году он мученически погибает за христианскую веру. В этой же деревне в начале IX века родился католикос армянской церкви Закария I. Как отмечает изданный в 1865 году «Гeогpaфичeско-стaтистичecкий cлoваpь Рoссийcкой Импepии» в деревне на тот момент находился разрушенный армянский монастырь. В «Кавказском календаре» за 1908 год, в селе указанном как Зак проживает армянское население в количестве 520 человек

## Известные уроженцы
- Закария I Дзагеци (начало IX в. — 876/77 гг.) — патриарх армянской церкви; католикос всех армян